# Fahr zur Hölle, Liebling
Fahr zur Hölle, Liebling (Originaltitel: Farewell, My Lovely) ist ein US-amerikanischer Kriminalthriller des Regisseurs Dick Richards aus dem Jahr 1975. Das Drehbuch von David Zelag Goodman beruht auf dem Roman Lebwohl, mein Liebling von Raymond Chandler aus dem Jahr 1940.

## Handlung
Los Angeles im Jahr 1941: Der Privatermittler Philip Marlowe wird von dem gerade aus dem Gefängnis entlassenen Bankräuber Moose Malloy mit der Suche nach dessen verschollener Freundin Velma beauftragt. Kurz darauf wird Marlowe zusätzlich vom Gigolo Lindsay Marriott mit dem Rückkauf einer wertvollen Kette beauftragt, die bei einem Raubüberfall gestohlen wurde. Die Übergabe scheitert, Marriott wird getötet und Marlowe verdächtigt.
Marlowe befragt einige ehemalige Kollegen von Velma, doch diese werden zum Schweigen gebracht. Sein eigenes Leben wird ebenfalls gefährdet, und auch ein Attentat auf Malloy scheitert. Marlowe wird im Auftrag der Bordellbesitzerin Amthor entführt und unter Drogen gesetzt. Er wacht im Bordell neben der Leiche eines seiner Informanten auf, kann aber im Laufe eines Handgemenges um eines der Mädchen entkommen.
Es stellt sich heraus, dass Velma mittlerweile unter dem Namen Helen Grayle mit einem Richter verheiratet und auch die Eigentümerin der Kette ist, die Marlowe für Marriott zurückkaufen sollte. Sie hatte Moose Malloy seinerzeit wegen der Belohnung verraten und fürchtet nun die Aufdeckung ihrer Vorgeschichte. Der mit ihr befreundete Syndikatsboss Laird Brunette hatte die ganze Zeit über versucht, Marlowes Nachforschungen zu behindern und Mitwisser zu beseitigen. Es kommt zum Showdown zwischen Brunette und Mrs. Grayle einerseits sowie Malloy und Marlowe andererseits auf Brunettes Casinoschiff vor der Küste.

## Kritiken
Das Lexikon des internationalen Films schrieb, der Film sei „bis ins Detail stimmig“, „trefflich besetzt“ und „spannend“. Er sei „fesselnd in der treffenden Milieuzeichnung“.
Die Zeitschrift Prisma schrieb, Robert Mitchum gelinge „eine der besten Darstellungen des klassischen Hardboiled-Detektivs Marlowe von Raymond Chandler“. Der Regisseur nehme sich „viel Zeit für Milieuskizzen“ und blicke „tief in das Leben gescheiterter Existenzen“.

## Auszeichnungen
Sylvia Miles wurde im Jahr 1976 als Beste Nebendarstellerin für den Oscar nominiert. David Zelag Goodman wurde 1976 für den Edgar Allan Poe Award nominiert.

## Hintergrund
Der Film wurde in Los Angeles und in Long Beach (Kalifornien) gedreht. Die erste Verfilmung der Romanvorlage Chandlers erfolgte bereits im Jahr 1944 unter dem Titel Murder, My Sweet von Edward Dmytryk und ist ein Klassiker des Film noir. 